# Plato labial

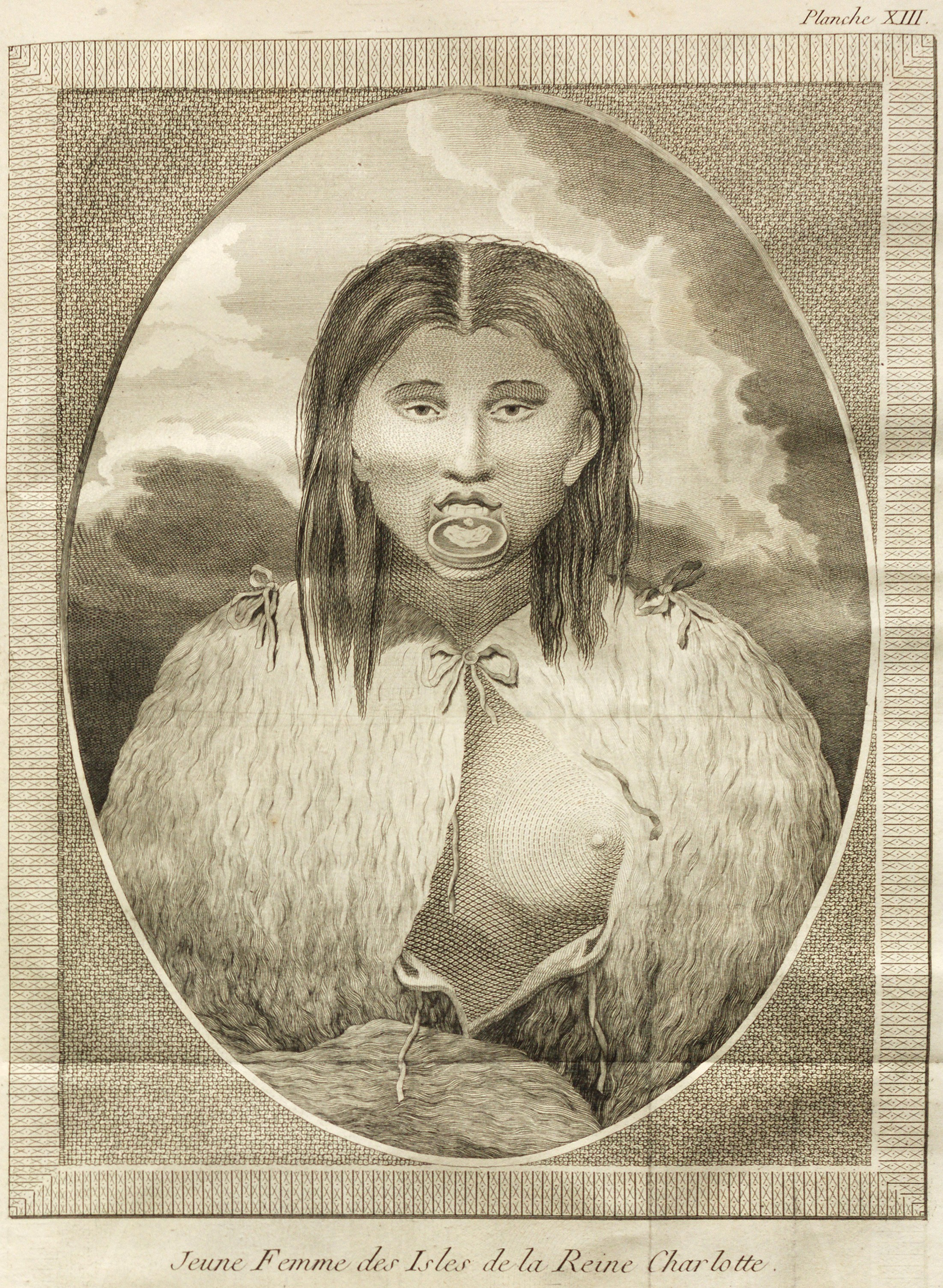
Una joven de la tribu haida con un disco labial, retratada por George Dixon en 1789.

Un plato labial, también conocido como disco, platillo o placa labial, es un ornamento que se coloca en la parte inferior o superior del labio, o en ambos, después de realizar una perforación. Es una forma de modificación corporal practicada entre tribus africanas y americanas. Estos platos están hechos de arcilla o madera y a medida que transcurre un tiempo (entre dos y tres meses), se insertan discos de mayor tamaño.
Las evidencias arqueológicas indican que estos discos se inventaron independientemente varias veces a lo largo del tiempo, en Sudán y Etiopía en 8700 a. C., Mesoamérica en 1500 a. C., y las zonas costeras de Ecuador en 500 a. C. En el siglo XXI, la costumbre todavía se mantenía minoritariamente en algunas tribus africanas y en grupos indígenas de la Amazonia.
Esta práctica se realiza con fines estéticos, culturales, sociales o religiosos. A veces se le suele llamar dilatación labial o decoración facial. La mujer con el mayor disco labial en 2014 era Ataye Eligidagne, de una tribu de Etiopía, los surma; la circunferencia de su plato medía 60 centímetros, «cifra que representa el doble del tamaño medio de los discos en las mujeres de su tribu».

## Práctica

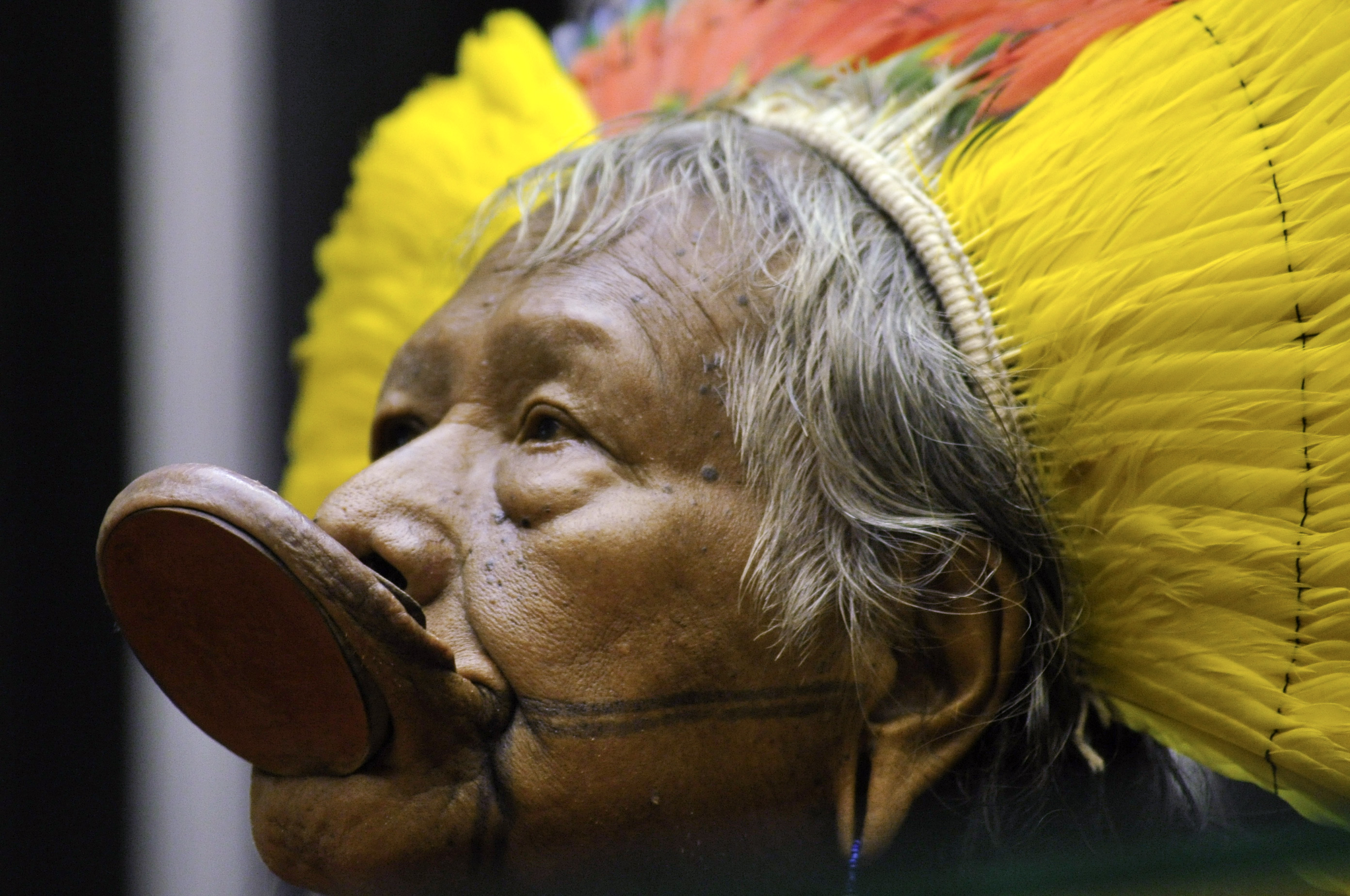
Raoni Metuktire, gran jefe del pueblo kayapó, Brasil.

Muchas fuentes informaron que el tamaño de la placa era una señal de la importancia social o económica en algunas tribus. Pero, a causa de los atributos naturales de la piel humana, el tamaño de la placa a menudo puede depender de la capacidad de estiramiento del labio.
Para las tribus surma y mursi en el valle del río Omo en Etiopía, la perforación inicial entre las jóvenes se hace entre seis meses y un año antes del matrimonio, con entre quince y dieciocho años, como una incisión del labio inferior de 1 a 2 centímetros de longitud realizada por la madre o una parienta, y se inserta un disco de madera. Después de que la herida ha sanado, que por lo general tarda entre dos y tres semanas, el disco se reemplaza por uno más grande; cada mujer puede elaborar su propio plato. El diámetro final de esta pieza varía, pues va desde los 8 hasta los 20 centímetros, aunque se han encontrado casos de piezas aún más grandes.
Shauna LaTosky, una investigadora de campo que estudió a los mursi en 2004, afirmó que esta práctica es para ellos sinónimo de fuerza y autoestima femeninas.
En la cultura contemporánea, la mayoría de las jóvenes de entre 13 y 18 años deciden si usan o no una placa de labios. Este adorno ha provocado que las mujeres de las tribus mursi y surma sean vistas como una atracción turística.

## Uso en América
En América del Sur, en algunas tribus amazónicas, hombres y mujeres empiezan con esta práctica en la adolescencia y están asociadas a la oratoria y el canto. Las placas más grandes son usadas por oradores y jefes de guerra, como el caso del jefe Raoni Metuktire de la tribu kayapó. En América del Sur, los platos labiales son generalmente de madera clara.
En el noroeste de América del Norte, el uso de adornos labiales era muy antiguo, remontándose al menos al 3000 a. C. A veces eran usados tanto por hombres como por mujeres, pero desde el siglo XIX su uso fue exclusivo de las mujeres de alto rango. Entre los haida, tsimshian y tlingit, las mujeres utilizaban las placas labiales como símbolo de madurez, indicando que ya era elegible para ser esposa. La colocación del primer plato a una muchacha se celebraba con un festín familiar.
En los países occidentales, algunos jóvenes, especialmente los miembros del movimiento primitivo, urbano o moderno, han adoptado perforaciones mayores a inicios del siglo XXI, lo suficientemente grandes como para utilizar placas adecuadas. Algunos ejemplos se pueden observar en la página web de la revista electrónica BMEzine.

## Tribus

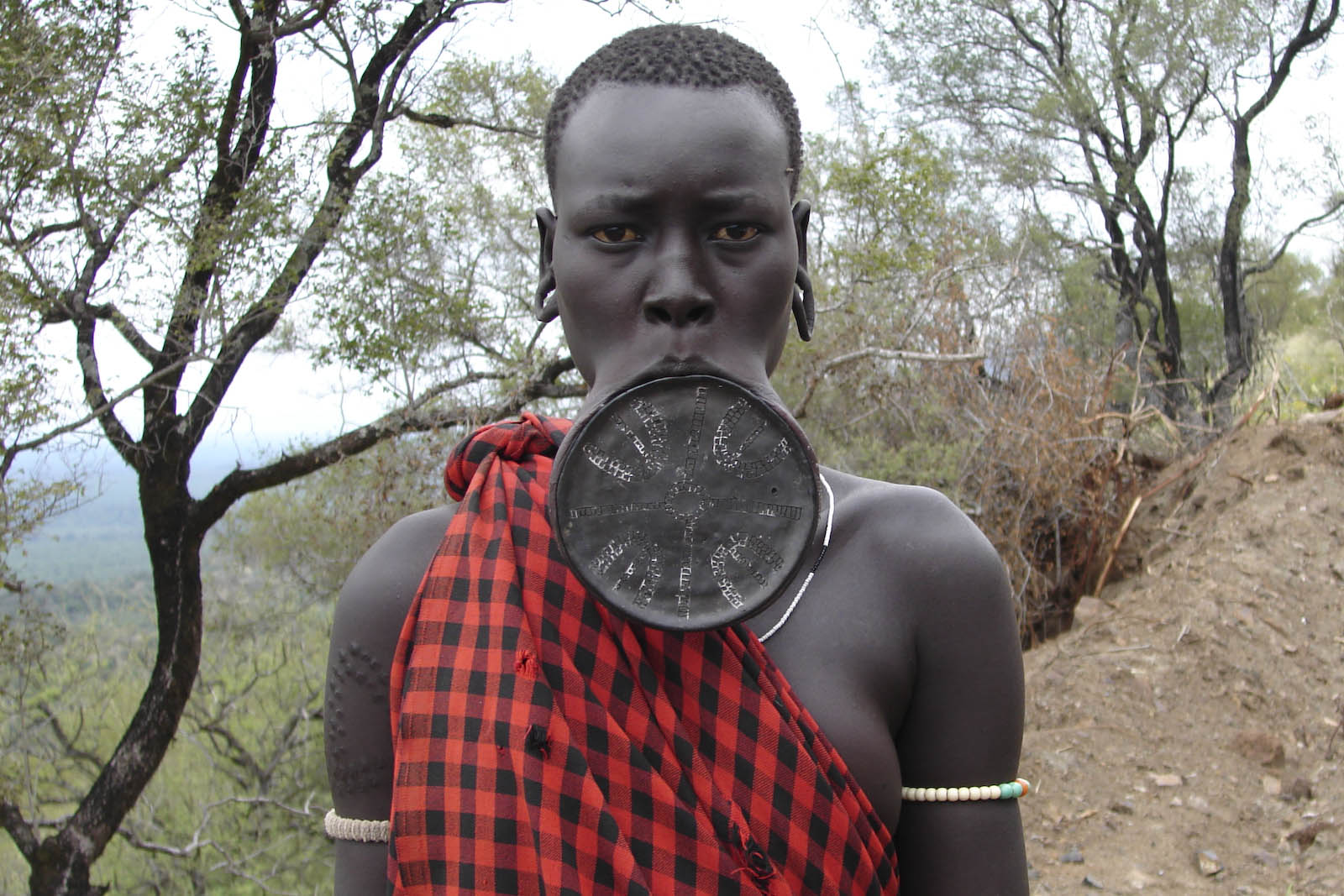
Mujer mursi con el disco labial.

Tribus conocidas por sus platos labiales tradicionales:
- Las mujeres del pueblo mursi y surma de Etiopía.
- Las mujeres sara de Chad (dejaron de llevar placas en la década de 1920).
- Los makonde de Tanzania y Mozambique (dejaron de llevar placas a mediados del siglo XX).
- Los hombres suyá de Brasil (la mayoría ya no llevan placas).
- Los botocudos de la costa de Brasil (antaño, hombres y mujeres llevaban placas).
- Aleutas e inuit y otros pueblos indígenas del norte de Canadá, Alaska y zonas circundantes también usaban grandes placas labiales, pero la costumbre ya había desaparecido al comenzar el siglo XX.
- Algunas tribus de Brasil como los zo'é, los nuba de Sudán y los lobi de África occidental usan adornos labiales consistentes en insertar adornos en el labio inferior en forma de tapón o varilla, no platos.